# 16243 Rosenbauer
16243 Rosenbauer è un asteroide della fascia principale. Scoperto nel 2000, presenta un'orbita caratterizzata da un semiasse maggiore pari a 3,1573837 UA e da un'eccentricità di 0,2008022, inclinata di 17,52904° rispetto all'eclittica.